# Epheszoszi zsinat
 Az epheszoszi zsinat vagy efezusi zsinat (Epheszosz, 431. június 22. – szeptember) a kereszténység harmadik egyetemes zsinata, amelyen elsősorban Nesztoriosz, konstantinápolyi pátriárka ellen fogalmazott meg tantételeket. Az üléseket a város Mária-templomában tartották. Kiváltó oka az alexandriai iskola és az antiochiai iskola krisztológiai véleménykülönbsége Mária istenanyasága kérdésében.

## Értelmezési vita Szűz Mária Istenanyaságán keresztül Jézus megtestesüléséig
A két szembenálló fölfogást Alexandriai Szent Cirill alexandriai és Nesztoriosz konstantinápolyi pátriárka képviselte. Nesztoriosz két személyt látott Jézusban, Cirill csak egyet.
- Nesztoriosz az antiochiai iskola hasonlatát véve alapul (mely szerint az ember-Jézusban úgy lakik az Ige, mint templomában) azt tanította, hogy Szűz Máriát csak a Krisztotokosz, ‘Krisztusszülő’ cím illeti meg, mert ő csak az ember Jézust szülte e világra. Ez azt a lehetetlen állapotot hozta volna, hogy Krisztusban két személy van, egy emberi és egy isteni.
- Cirill ezzel szemben az alexandriai iskola képét véve alapul (mely szerint az Ige úgy átjárja Jézust, mint a tűz az izzó szenet) azt hirdette, hogy Mária a megtestesült Igét szülte világra, ezért a Theotokosz, ‘Istenszülő’ név illeti meg.

## A zsinat előzményei
Nesztoriosz - Konstantinápoly pátriárkája - meghívta elődje titkárát Prokloszt, hogy székesegyházában prédikáljon. A meghívott, mint szenvedélyes szónok elmagyarázta, hogy Mária az egyetlen híd Isten és ember között. Ezután tulajdonságait felmagasztalta, és így szólt: "Ilyen tehát a Theotokosz, Szűz Mária hű képe." A pátriárka erre lejött trónusáról és leszidta Prokloszt. A tét több volt, mint Mária szerepének meghatározása. A tét maga a Megtestesülést foglalta magába. Nesztoriosz Jézusban két különböző személyt látott, noha elismerte, hogy Isten is és ember is. Ezért elmagyarázta Proklosznak, hogy Isten attól még Isten maradt, hogy egy ember Jézus bőrébe bújt, "nem hordta ki a méhében, nem szoptatta, nem pólyálta be senki." Ezért nem lehet Istenszülő.
Cirill figyelt föl elsőként Nesztoriosz tévedésére, és 429-ben szokásos húsvéti körlevelében fölhívta az afrikai püspökök és szerzetesek figyelmét e tévedésre, elítélte Nesztorioszt, majd I. Celesztin pápa döntését kérte. Celesztin 430-ban zsinatot tartott Rómában és elfogadta Cirill véleményét, aki ezután levelet írt Nesztoriosznak, és 12 anathematizmusba foglalva tévedéseit fölszólította, hogy vonja vissza tanait. Nesztoriosz ugyancsak 12 pontban írta meg válaszát. Istenszülő név jogosultságát továbbra is tagadva. II. Theodosius bizánci császár ezért 430. november 19-én kelet és nyugat minden püspökét zsinatra hívta Efezusba 431 pünkösdjére.

## A zsinat

### A zsinat első szakasza: szabálytalanságok
A zsinatot, bár az antiochiai püspökök még nem érkeztek meg, 431. június 22-én Cirill nyitotta meg mint a pápa képviselője. Jóllehet Nesztoriosz a városban tartózkodott, háromszori fölszólításra sem jelent meg; közben a nép annyira ellene fordult, hogy a császártól kellett testőröket kérnie. A megnyitó ülésen fölolvasták Cirill írását a hüposztatikus egységről, és ismertették Nesztoriosz 20 tévedését. Elfogadták Cirill érvelését és kihirdették Szűz Mária Istenszűlő.
Az éjszakába nyúló ülés végén a nép fáklyás ünnepi menetben kísérte szállásukra az atyákat. Az antiochiaiak távollétében megnyitott zsinat miatt tiltakozott Candidis, az efezusi zsinat császári biztosa. Tiltakozása, Nesztoriosz levele és a zsinati atyák jelentése szinte egyszerre került a császár elé. Közben június 26/27-én megérkezett az antiochiai pátriárka 43 püspökével, és azonnal ellenzsinatot nyitottak Nesztoriosz védelmére. Elítélték és kiközösítették Cirillt és az efezusi püspököt, Memnont, mert őt tették felelőssé a történtekért, majd ezt jelentették a császárnak. Theodosius e nézeteltérés láttán az eddig történteket érvénytelennek nyilvánította és újból kezdette a zsinatot.

### A zsinat második szakasza: élesedő harc
Az efezusi zsinat 2. szakasza július 10. és 31. között tartott. Július 10-én megérkezett a 3 pápai legátus. Július 16-án elítélték az antiochiai pátriárkát és követőit, majd július 31-én 6 kánonba foglalva mondtak ítéletet Nesztoriosz tanai fölött. Ám a nesztoriánusok elfogták Cirillt a zsinat császárhoz írott leveleivel együtt, s a császárt Nesztoriosz pártjára állították. A császár jóváhagyta ugyan Nesztoriosz letételét, de megfosztotta hivatalától Cirillt és Memnont is, és mindkettőt bezáratta. A felek 8-8 képviselőjét magához kérette, hogy ő döntsön személyesen. Közben belátta Cirill igazát, s a képviselőket nem fogadta, sőt megtiltotta, hogy jelenlétében beszéljenek Nesztorioszról, akit előbb Antiochiába, majd Felső-Egyiptomba száműzött.

### A zsinat eredménye
A zsinat leszögezte, hogy az egyház mindig is, mint istenembert ismerte Krisztust, és egyetlen személyként fogadta el. Ez az isteni személy a Fiúisten, aki a megtestesülés időpontjában Szűz Máriától vette fel az emberi természetét. Emiatt elfogadták Cirill érvelését, és kihirdették, hogy Szűz Máriát megilleti az Istenszűlő cím. A jelenlevő 198 püspök egyhangúlag Cirill tanítását fogadta el, s valamennyien aláírták a Nesztorioszt elítélő és kiközösítő okmányt.
Az efezusi zsinaton Nesztoriosz eretnekségén kívül elítélték még Pelagius tanítását (pelagianizmus), a messzaliánusokat, illetve az eukhitákat vagy enthuziasztákat, azáltal, hogy a Sisinnius alatt 426-427-ben tartott konstantinápolyi helyi zsinat levelét jóváhagyták.

## A zsinat után
Cirill teljes győzelmet aratott, s a hüposztatikus egység tanát általánosan elfogadták. Ennek és az efezusi zsinatnak az emlékére III. Sixtus pápa Rómában fölépíttette a Santa Maria Maggiore-bazilikát. A nesztoriánusok azonban befolyásuk alá vonták az edesszai és a niszibiszi iskolákat, sőt 498-ban Szeleukia-Kteszifonban önálló patriarkátust alapítottak. Misszionáriusaik évszázadokon át terjesztették tanaikat egészen Kínáig és Indiáig. A 16. században a nesztoriánusok nagy része (káldeusok, malabár keresztények) elfogadta a zsinat döntését, és egységre lépett a katolikus egyházzal.
Az efezusi zsinat utóhatásának tekinthető a 449-ik évi úgynevezett „rablózsinat”, mely a második zsinat volt a városban.